# Såg

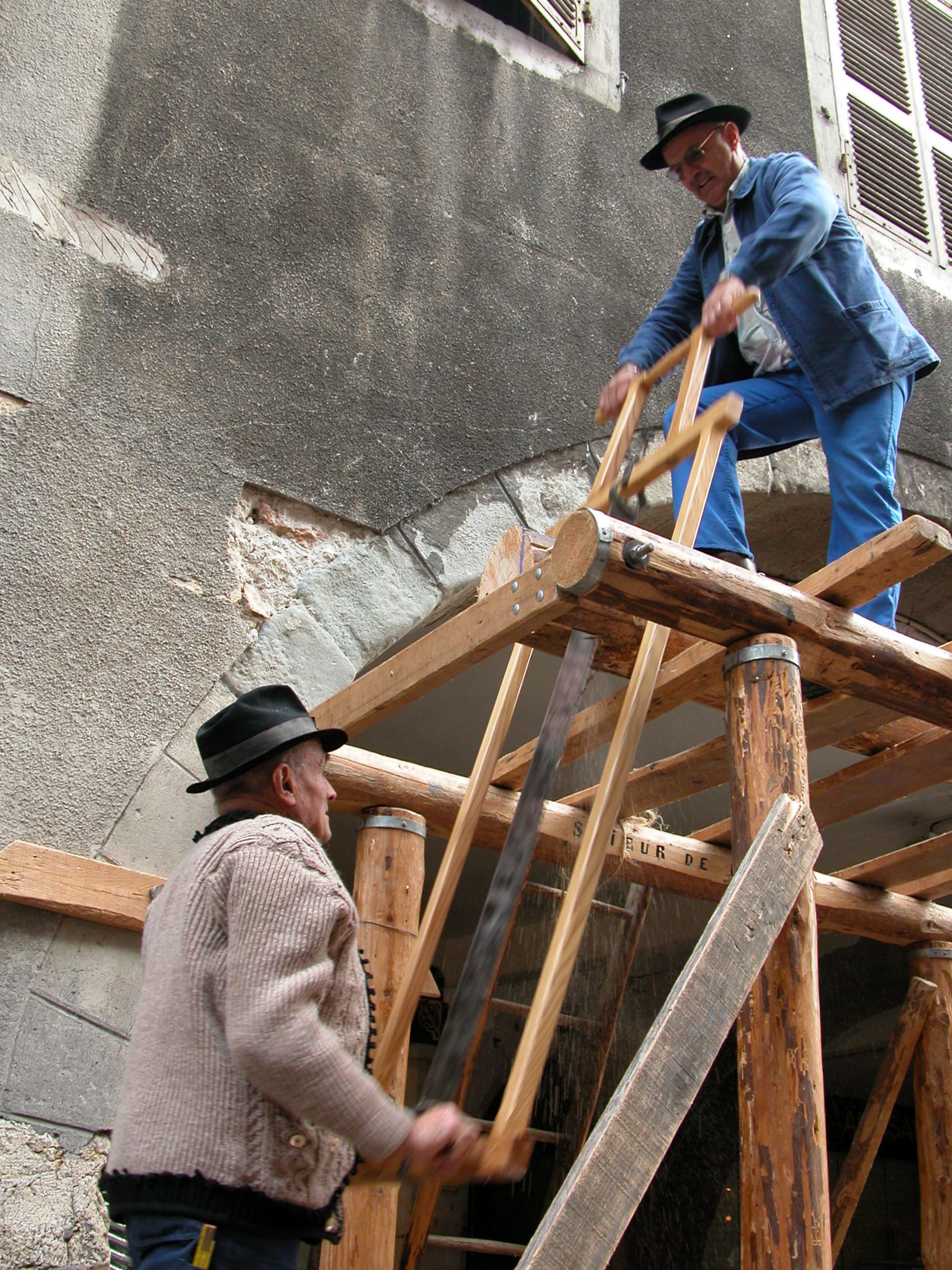
Kranbalksågning

En såg är ett verktyg för att kapa och klyva material. Den har oftast ett handtag, men kan ha flera. Det finns flera typer av sågar med sinsemellan olika användningsområden. Vanligast är sågar avsedda för att såga trä, men det finns också sågar avsedda för metall. En vanlig sådan kallas bågfil. Det finns också ett större antal sågar som är motordrivna, däribland motorsågen som är avsedd för att fälla och aptera träd. Ett annat slags motordriven såg är bandsågen, som är en vanlig syn i en slöjdsal i en skola. Numera förekommer de flesta sorters sågar som tidigare var handverktyg som motormanuella verktyg. Där elektricitet finns tillgänglig används ofta elanslutna verktyg, men det blir allt vanligare med sladdlösa verktyg som drivs med energi från uppladdningsbara batterier.

## Sågens historia[1]

### Egyptiernas inflytande på sågens utveckling
Egyptierna introducerade de första sågarna i brons. Dessa sågars största brist om man någon gång använde dem som träsågar var att klingan oturligt nog kilade fast sig i sågspåret, då klingan var alldeles ojämn och skrovlig. Detta bidrog även till att sågspånet blev kvar i spåret. Detta kom att bli en motgång för egyptierna vid deras byggarbeten. För att försöka motverka detta problem förstorade de sågspåret med fler kilar samt smörjde in spåret med olja vilket bidrog till en smärre förbättring.

### Romarnas finslipning av sågen
Under romarrikets epok hittade man lösningen på egyptiernas problematik angående sågen, nämligen den så kallade skränkningen. Förbättringen var ganska enkel men mycket verkningsfull: sågspåret gjordes bredare än sågklingan genom att vinkla varannan tand åt höger respektive vänster. Med skränkningen minskade friktionen, och sågspånet följde nu med tänderna ut ur spåret vid sågning. Romarna utvecklade även nya typer av handsågar som till exempel bågsågen, vilket effektiviserade hantverksbranschen.

### Sågklingans utveckling
Sågklingans tillverkning har gradvis förändrats under sågens historia. Redan för över 6 000 år sedan tillverkades sågar av koppar, men 4 500 år senare tillät utvecklingen av metaller egyptierna att göra en såg av brons. Denna bronssåg var nu i en hårdare metall, men klingans tänder var fortfarande oregelbundna utan någon större struktur. Först senare tillverkades sågtänderna i material som tillät skränkning och de kunde ges en v-liknande form samt att sågen försågs med ett handtag. Dessa förändringar används fortfarande i de flesta av de moderna sågarna.

### Sågens senare historia
I Mästermyrs träskmarker på Gotland gjordes 1936 fyndet av en träkista full av välbevarande verktyg från slutet av 1000-talet e.Kr., däribland flera sågar, se Mästermyrkistan. 
Sågens utveckling såg nya förändringar först under senare hälften av 1800-talet fram till 1900-talets början. Med stålets utveckling försågs sågen med bättre material. Man kunde utnyttja utvecklingen av valsning av bandstål samt snabbstål, och senare även härdning av sågens tänder (tandspetshärdning). Helt i modern tid har man börjat belägga sågblad med teflon för att minska friktionen.

## Handsågar
- Bågfil används för att såga i metall.
- Bågsåg används till tjockare grenar och ved samt annan grövre aptering av virke. Bågsågen har även tidigare använts till avverkning.
- Fanersåg används till att såga faner och andra tunnare trämaterial och är därför fintandad.
- Figursåg används till sågning av figurer och efter oregelbundna linjer. Kallas även lövsåg eller rundsåg och karaktäriseras av ett smalt blad.
- Fogsvans används för att såga av brädor, reglar och plank. Namnet är en försvenskning av tyskans "Fuchsschwanz" - den avsmalnande formen påminner om en rävsvans.
- Sticksågen är formad som en mycket liten fogsvans, men starkt avsmalnande till en spets. Handtaget är något enklare gjort än fogsvansens. Sticksågen används då man från ett i arbetsstycket borrat hål ska såga upp ett större hål. När det upptagna spåret blivit tillräckligt stort kan man vid behov fortsätta med en ordinär fogsvans.
- Geringssåg används för att kapa trälister i exakta vinklar, t.ex. vid tillverkning av tavelramar.
- Gradsåg används vid sammanfogningsmetoden gradning. Den kan ställas in i bestämda vinklar mot det ämne som skall sågas och används i klyvriktning.
- Grensåg används vid trädbeskärning. Den kan vara försedd med ett skaft, som ibland kan vara teleskopiskt. Bladet kan vridas i förhållande till bågen, så att man vid beskärningen kan komma åt att lägga snittet på ett beskärningsriktigt sätt.
- Guldsmedssåg är en variant på lövsåg, där bågen kan ställas in för sågblad av olika längd.
- Hålsåg används för att göra hål, ofta i trä eller plast samt metall. Hålsågens blad är cirkelformat.
- Japansåg används när man vill ha ett rent snitt i tunna material. En japansågs blad är tunnare än de flesta andra sågar och man drar sågen mot sig vid dess användning.
- Kranbalksåg kan även kallas kransåg, används för att såga upp timmer för hand. Stocken läggs på höga bockar och klyvsågas med lång tvåmanssåg genom att en står ovanpå stocken och en under och drar sågen upp och ner. Användes i Sverige för att tillverka bräder och plank fram till slutet av 1800-talet.
- Lövsåg har samma användning som en figursåg, men med betydligt djupare båge.
- Ryggsåg har förstärkning av en skena på ryggsidan. Används som geringssåg oftast tillsammans med en geringslåda.
- Stocksåg äldre tvåmanssåg för avverkning av timmer. Ersatte på 1860-talet yxan i Sverige.
- Timmersvans, enmanssåg för avverkning av timmer. Den har i ytteränden ett hål, avsett för fäste av ett extra handtag. Sågen kan då användas som tvåmanssåg för att underlätta avverkningen. Ersatte på 1890-talet i Sverige stocksågen för två man och var den rådande fram till 1950-talet då motorsågen slog igenom. Till timmersvansen kom sågkamraten cirka 1920 att underlätta fällning och kapning av timmer. Idag är timmersvansen väldigt ovanlig men det finns ett fåtal tillverkare kvar såsom Willhelm Putsch som går att anskaffa från Tyskland via t.ex. företaget Fine tools.

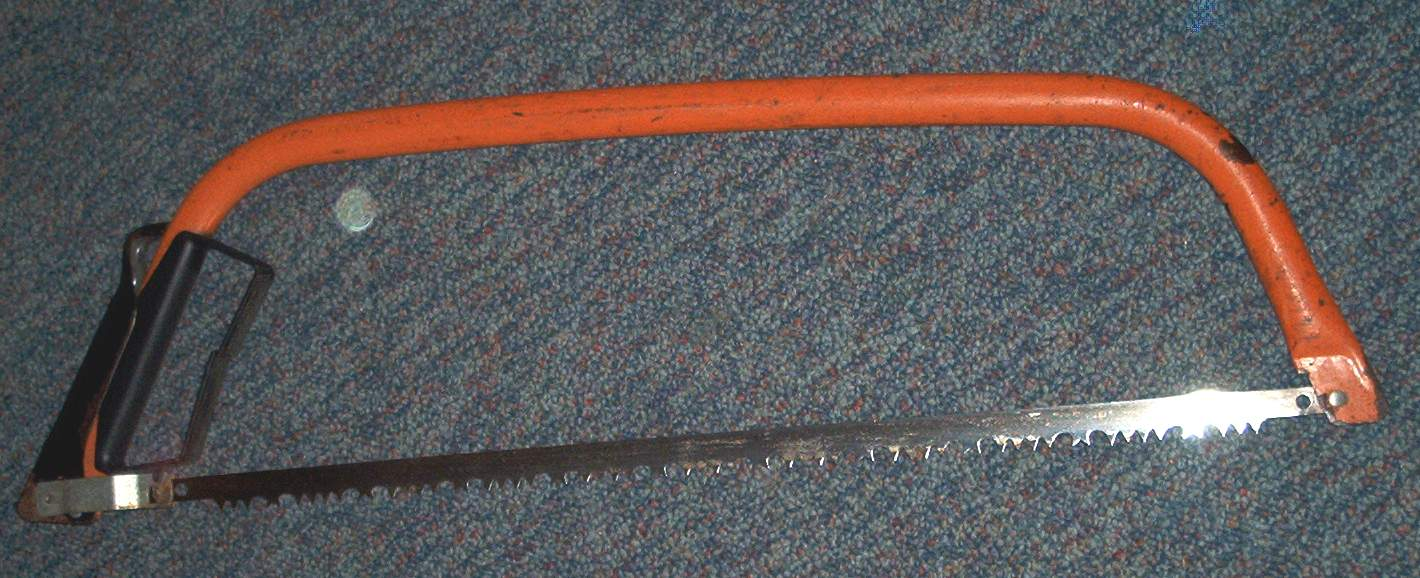
Bågsåg.
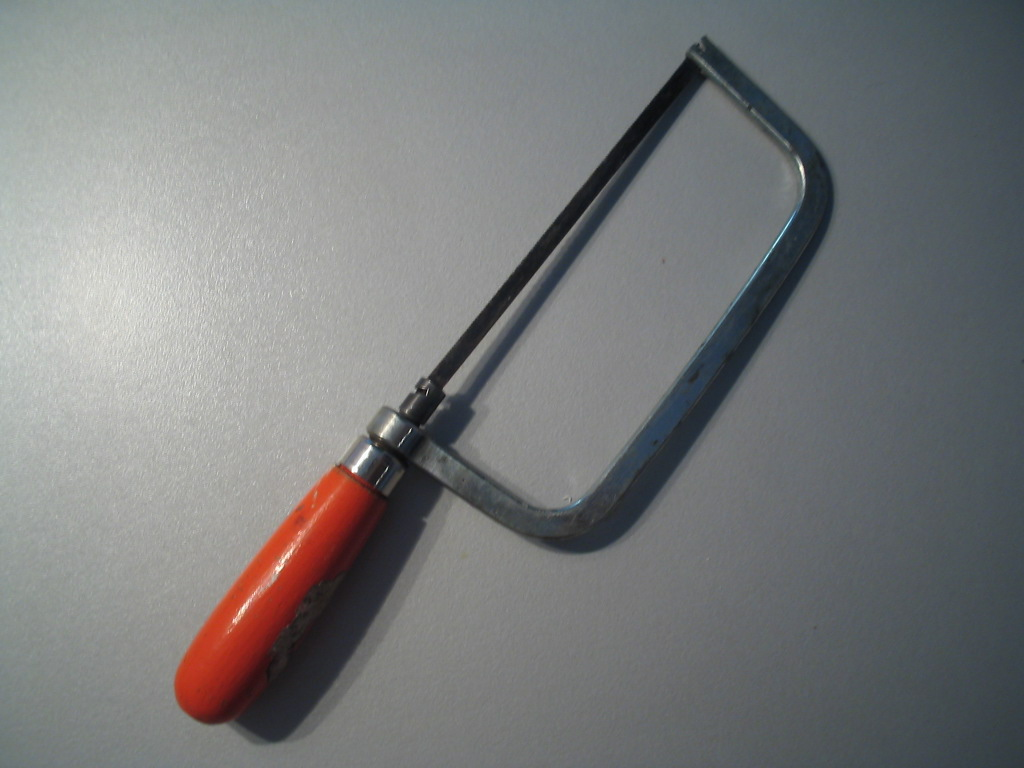
Figursåg.
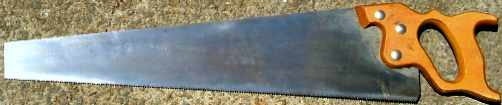
Fogsvans.
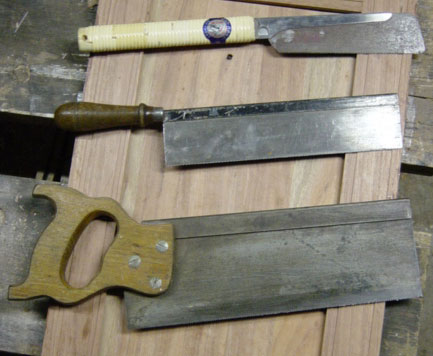
Japansåg och ryggsågar
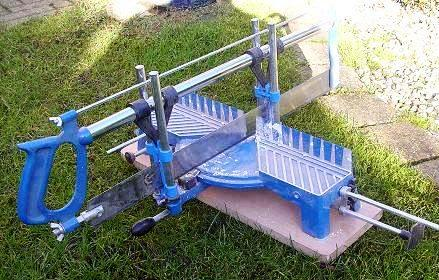
Geringssåg
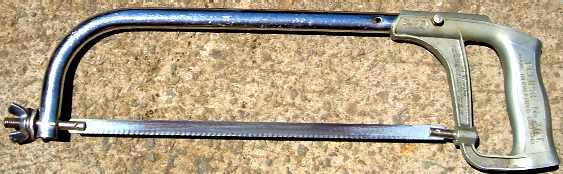
Metallsåg (Bågfil).
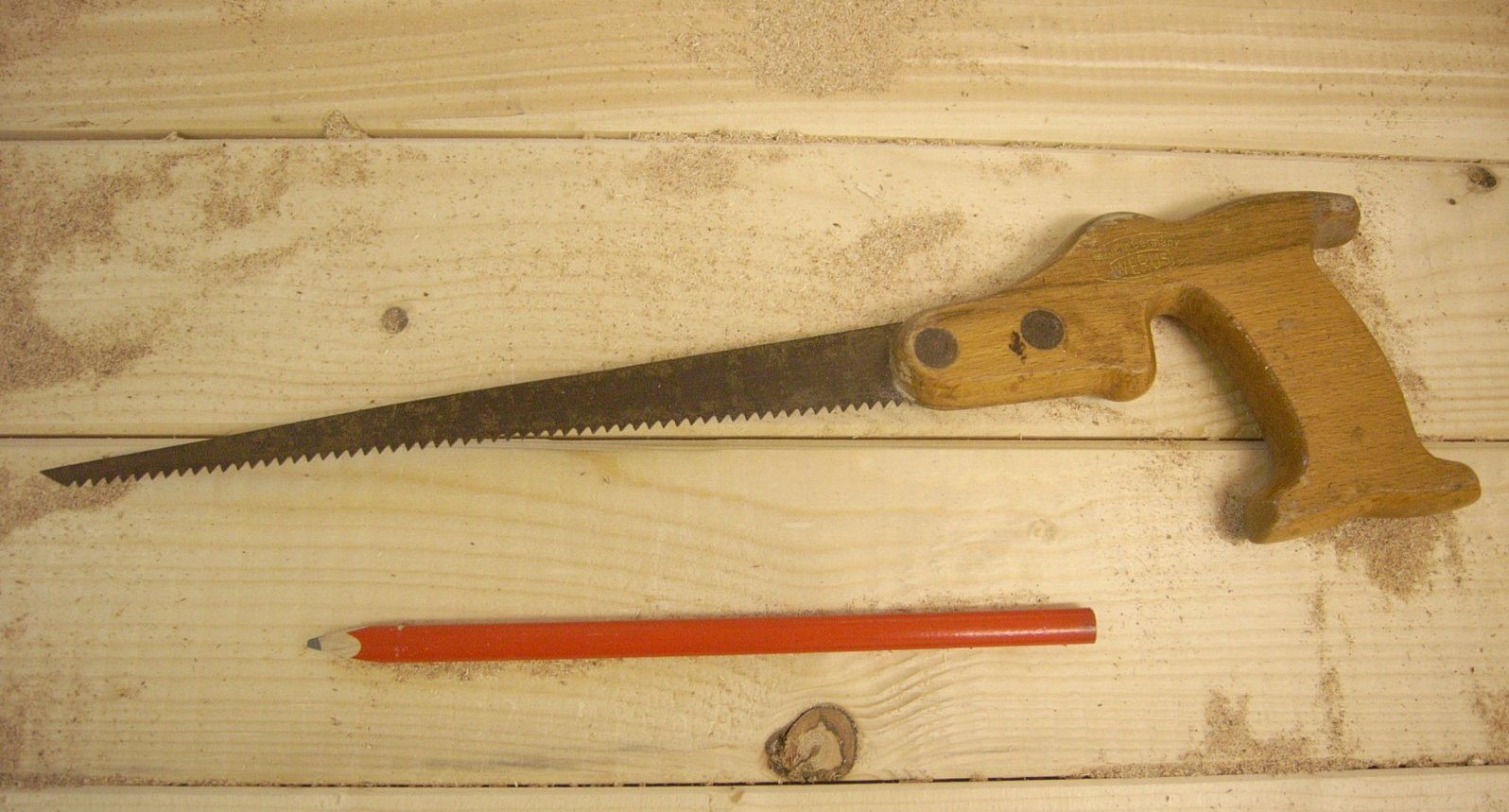
Sticksåg.
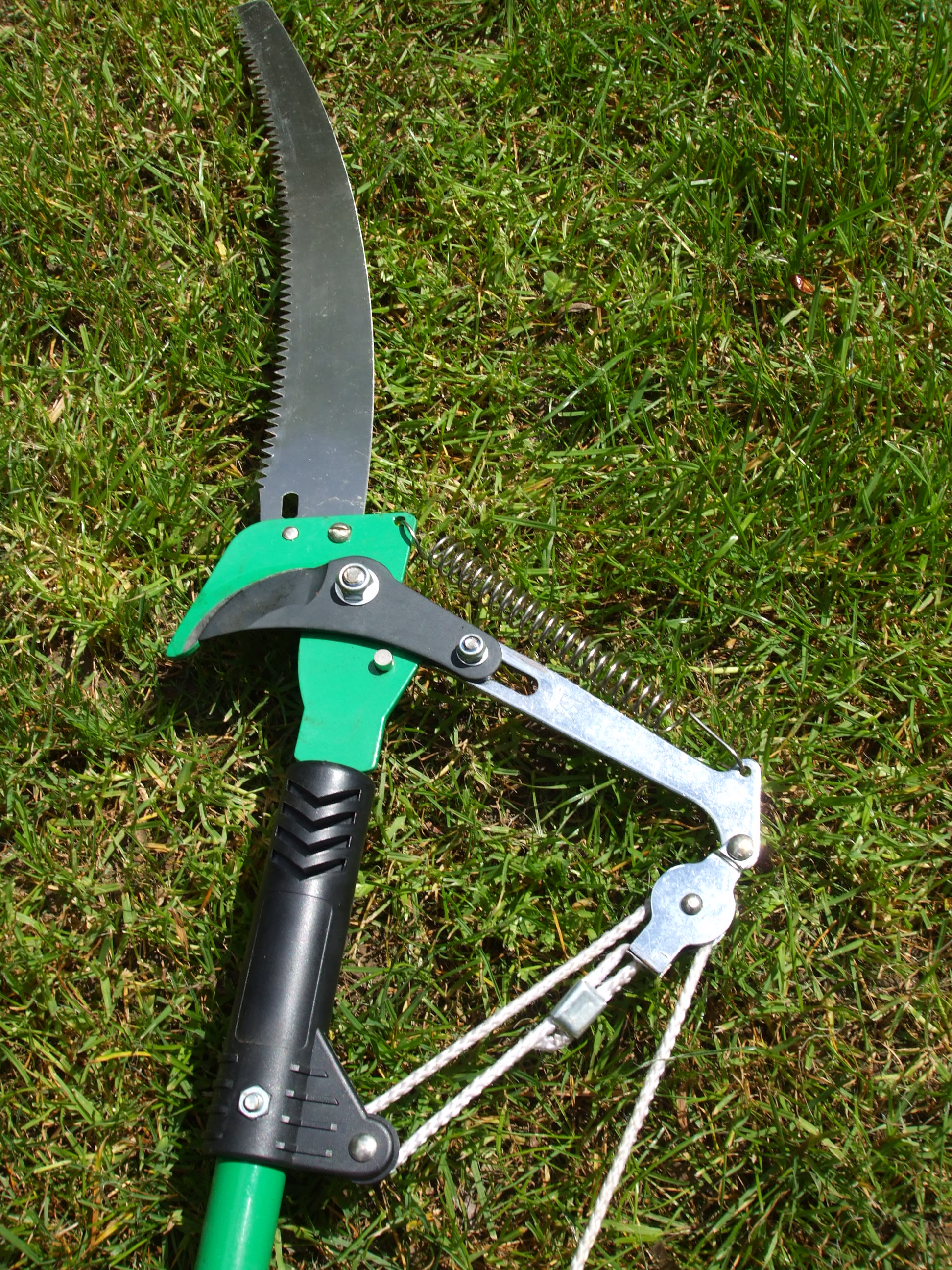
Såg för kapning av svåråtkomliga grenar.
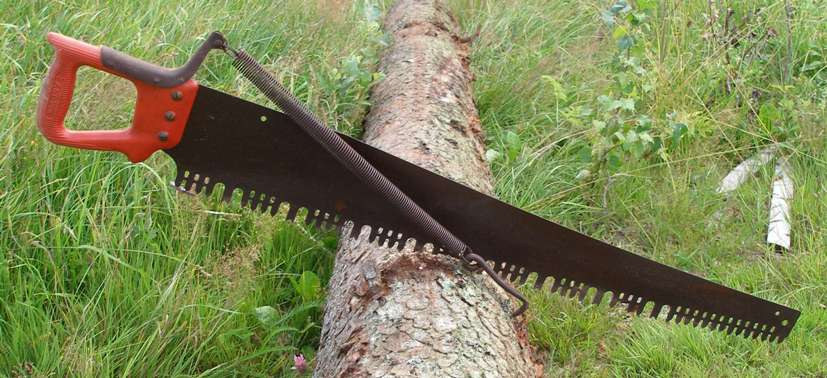
Timmersvans med monterad sågkamrat.

## Elektriska handsågar
- Tigersåg eller bajonettsåg är en sorts sticksåg att använda för arbete i de flesta material, flitigt använd av byggnadssnickare.
- Sticksåg är en kontursåg för till exempel trä, metall eller plastmaterial.

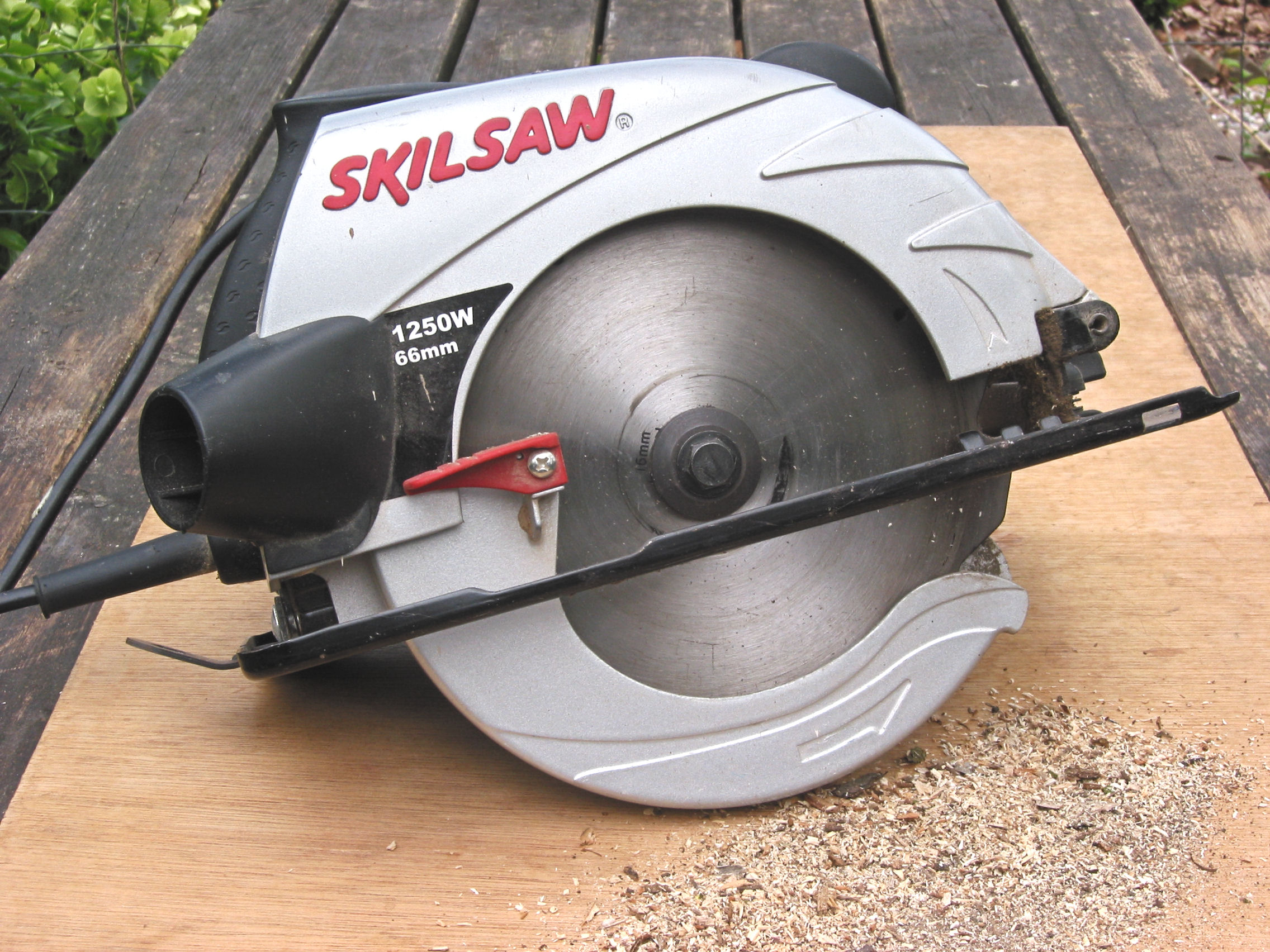
Elmotordriven cirkelsåg
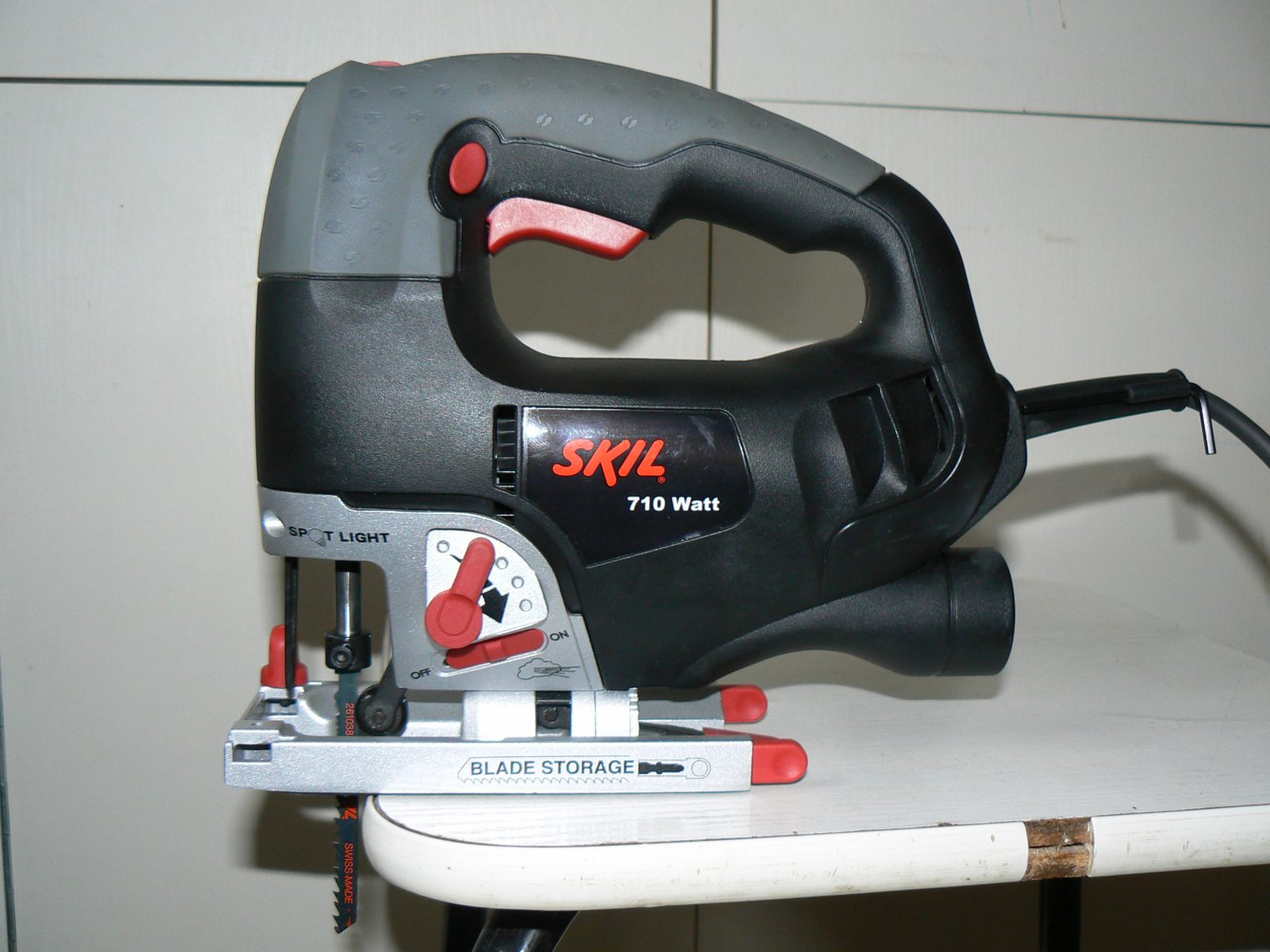
Elektrisk sticksåg
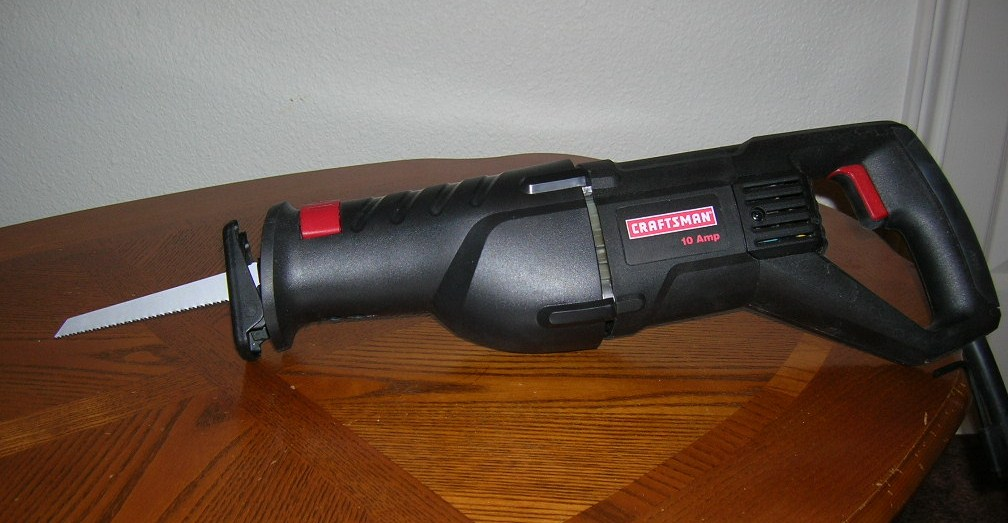
Elektrisk tigersåg (bajonettsåg)

## Motordrivna sågar
- Ramsåg
- Bandsåg
- Cirkelsåg
- Motorsåg eller kedjesåg

## Hålsåg
Hålsågar är cylindriska sågar för sågning i olika material. Om det primära syftet inte är att borra ett hål, utan att ta ut en borrkärna talar man om kärnborrning.

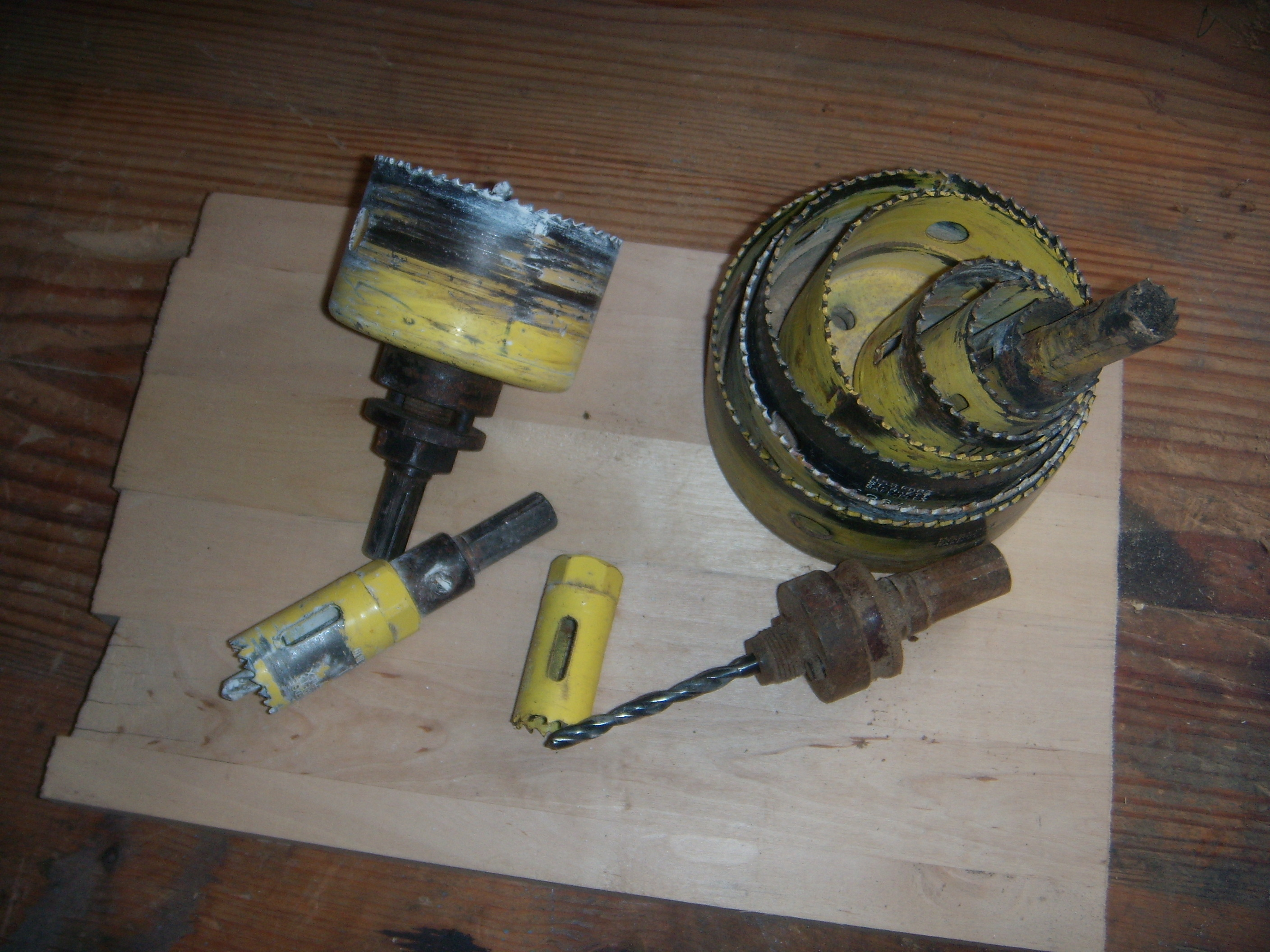
Hålsågar med fäste
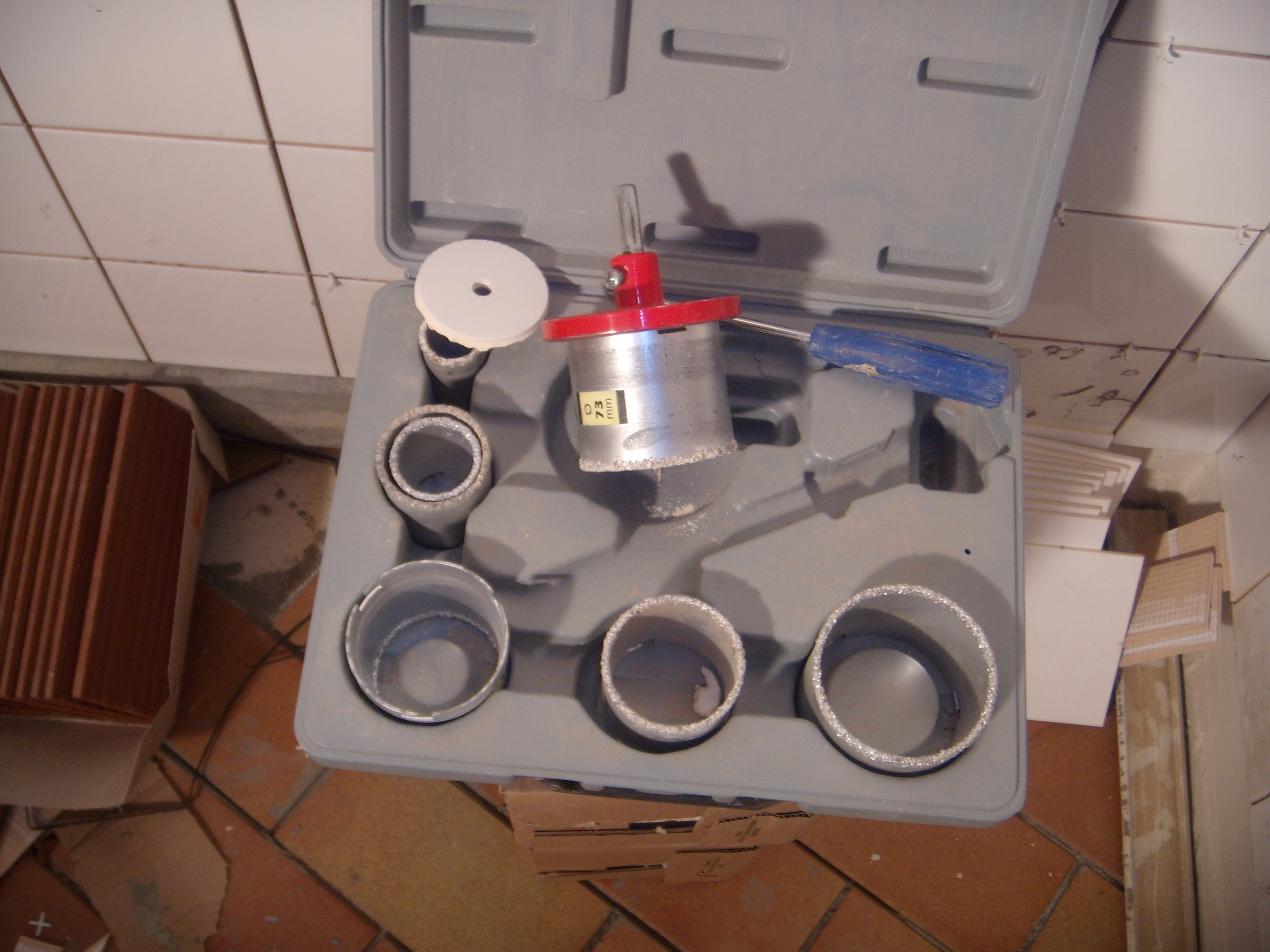
Hålsågar för keramik

## Vajersåg
Vid vajersågning används en vajer som sågklinga. I dess enklaste form är ojämnheten som skapas längs vajern vid tvinningen av tråden och trådens hårdhet tillräcklig för att skapa tänder som kan skära i ett mjukare material. Med ett icke-cirkulärt tvärsnitt ökar effekten. Sådana enklare sågar kan ingå i överlevnadskit då en vajer med två öglor enkelt kan rullas ihop, tar liten plats och har låg vikt. Den kan användas för att kapa mindre grenar för hand. Genom att sammanfoga industridiamantkorn med tråden görs vassare och hållbarare sågar för figursågning av glas och metall, och med grövre wire används den för att såga betong, berg och sten.

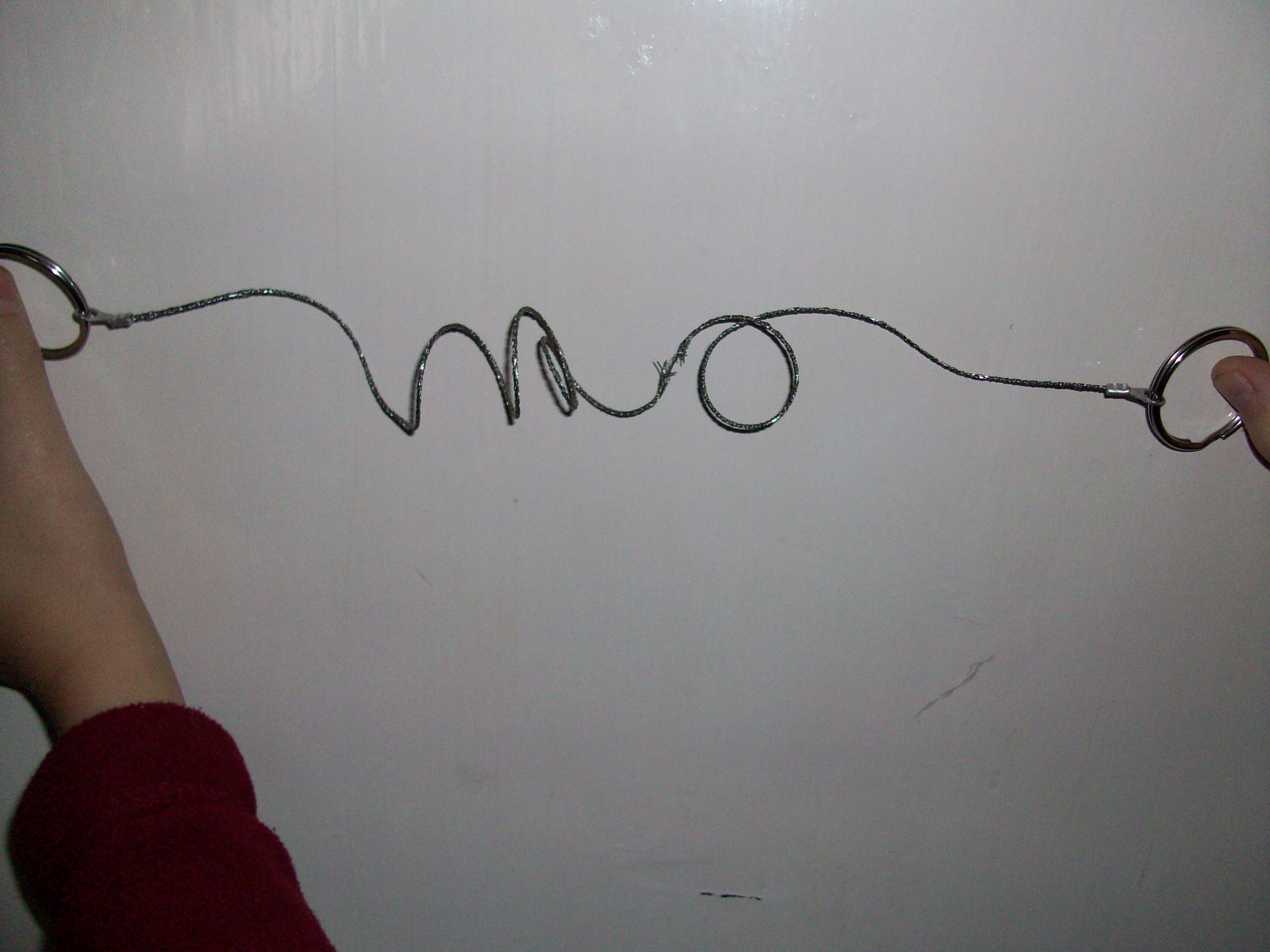
Handsåg från överlevnadskit.
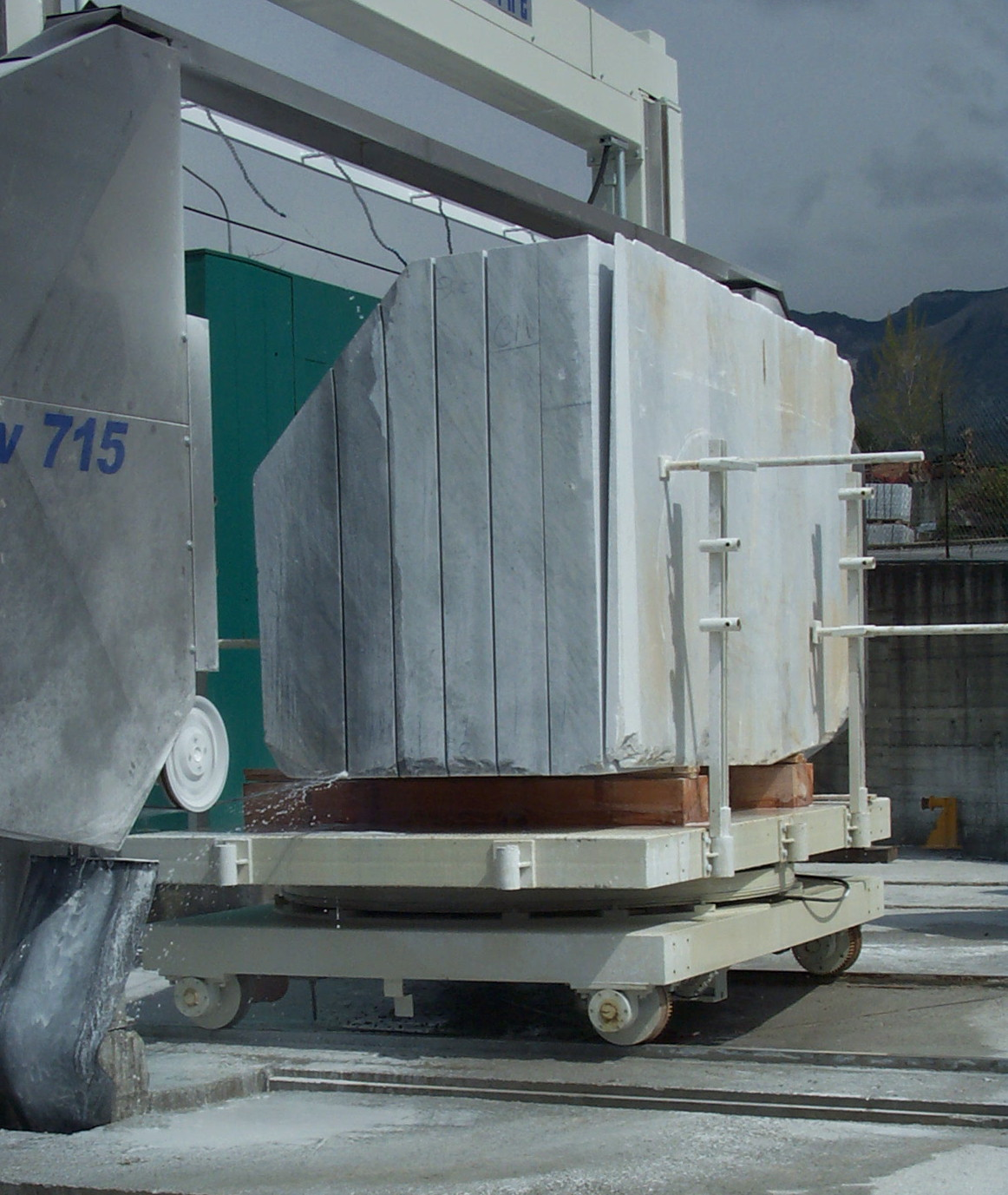
Vajersågning av marmorblock.

## Skränkning

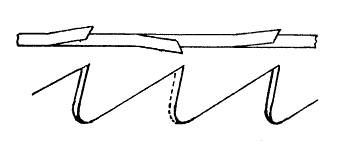
Skränkning hos sågklinga sedd uppifrån och från sidan

Skränkning kallas tändernas böjning i sidled på sågklingor. Tänderna böjs omväxlande åt vardera sidan för att snittet skall bli bredare än klingans tjocklek, detta för att inte sågen skall fastna på grund av friktionen. Klingor med någorlunda stora tänder, till exempel de hos vanliga fogsvansar eller cirkelsågar, måste då och då skränkas om. Detta görs med en skränktång. Det är viktigt att skränkningen blir lika stor åt båda håll för att sågningen i materialet ska bli rak.

## Såg som musikinstrument
En fogsvans kan även användas som ett musikinstrument. Tonerna uppstår genom att man knackar på klingan eller använder en stråke. Tonhöjden moduleras genom att man böjer klingan, mer eller mindre, i en S-form. Bland de sågar som tillverkas för att användas enbart som musikinstrument kan nämnas Sandvik Stradivarius.

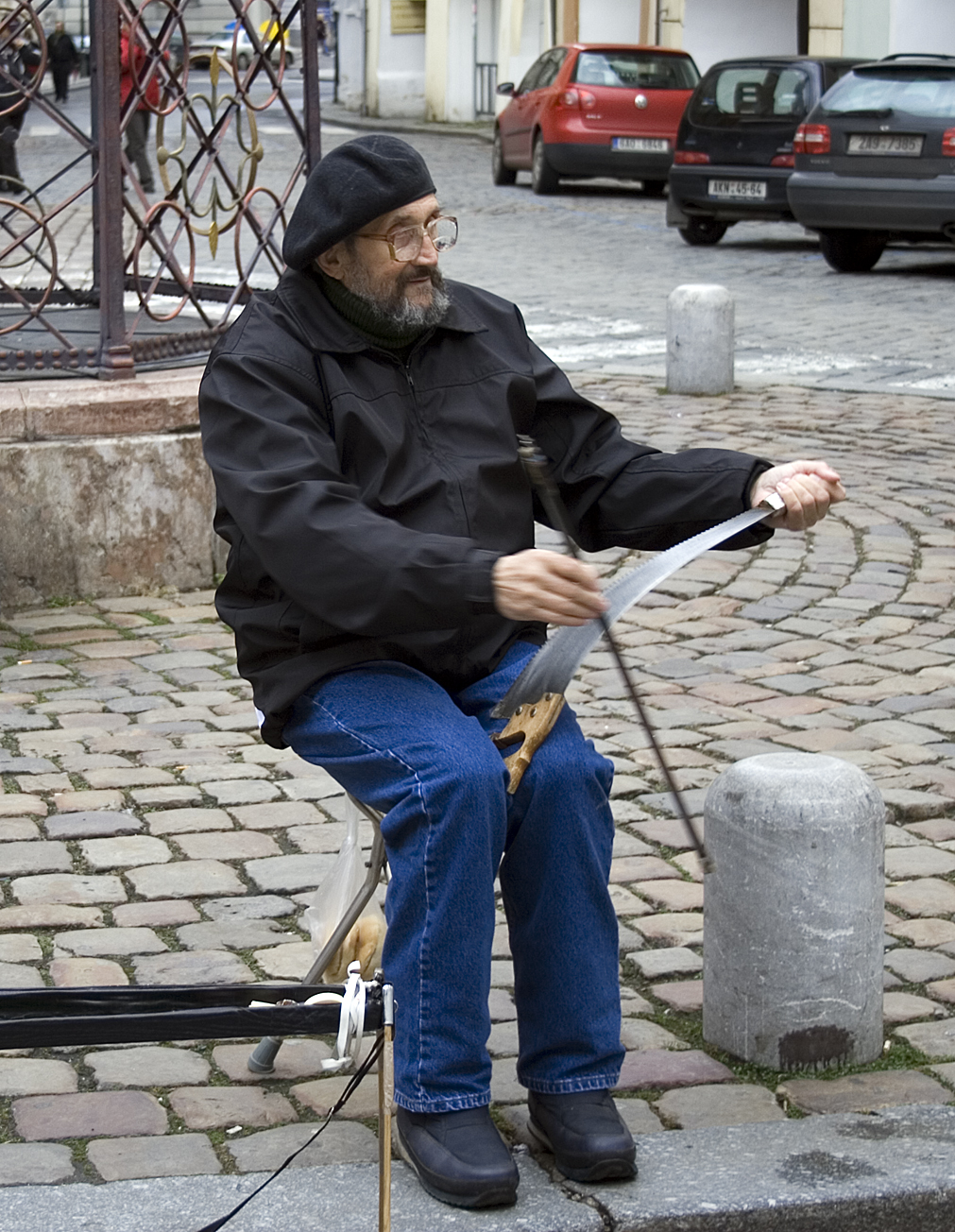
Såg som musikinstrument